# Engelbrecht van Nevers

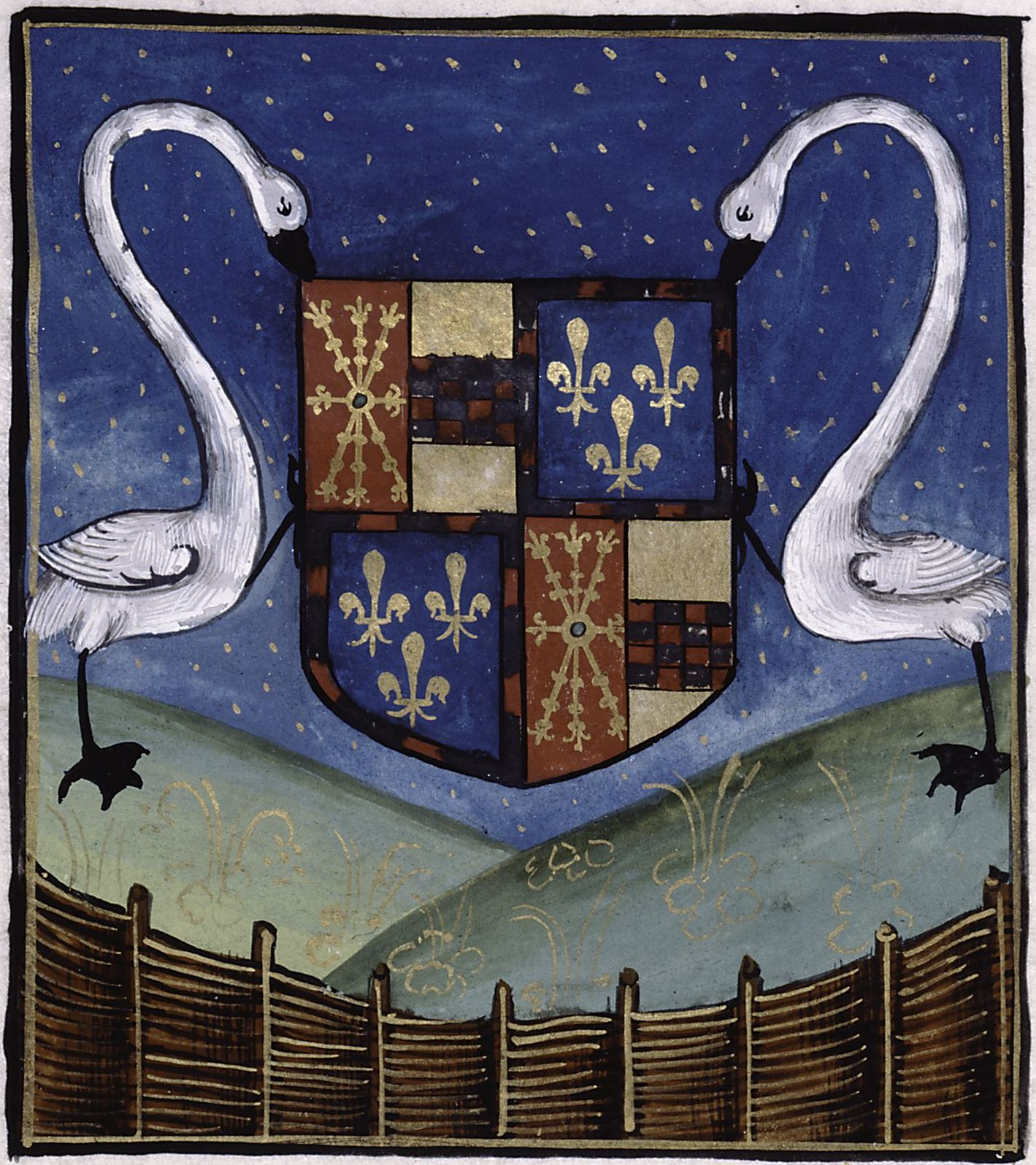
Wapen van Engelbert van Kleef, graaf van Nevers

Engelbrecht van Kleef, graaf van Nevers (26 september 1462 – 21 november 1506) was van 1481 tot 1483 ruwaard van het sticht Utrecht en vanaf 1491 tot zijn dood graaf van Nevers, Étampes en Eu. Hij was een zoon van Johan I van Kleef en van Elisabeth van Bourgondië, zelf een dochter van Jan van Nevers.

## Levensloop
Engelbrecht werd door zijn broer Johan II van Kleef in 1481 met een grote legermacht, naar Utrecht gestuurd. De toen 19-jarige Engelbert kwam op de avond voor Kerstmis aan bij de stad Utrecht, toen hij gelijktijdig kerkklokken hoorde luidde en de Slag bij Westbroek aanschouwde. De politieke steun werd gedaan om Engelbrecht op de bisschopszetel van Utrecht te krijgen. In 1482 werd hij uiteindelijk tot ruwaard benoemd, maar werd het jaar erna verjaagd door Maximiliaan van Oostenrijk. 
Engelbert moet na 1483 aan het hof van Karel VIII van Frankrijk zijn gekomen, eerst als lid en vanaf 1486 werd hij volledig opgenomen als deel van de hofhouding. Hij volgde in 1491 zijn grootvader Jan van Bourgondië, van moeders zijde, op als graaf van Nevers en van Eu. Engelbert leidde vervolgens een jarenlange erfgoed geschil met zijn tante Charlotte van Bourgondië-Nevers en haar dochter Maria van Albret over het graafschap Rethel. In 1504 werd het geschil verrekend door middel van een huwelijk tussen Maria en Engelberts zoon Karel. Engelbert nam deel aan de Italiaanse veldtocht van Karel VIII van Frankrijk, daarin werd geprobeerd om het koninkrijk Napels te veroveren. Hij vocht op 6 juli 1495 mee in de Slag bij Fornovo, waar hij leiding gaf aan een divisie landsknechten. Ook voor zijn neef koning Lodewijk XII van Frankrijk ging hij mee op de Italiaanse veldtocht van 1499, waar ze bij Milaan worstelden met het innemen van de stad. In de jaren erna werkte Engelbert als een Franse ambassadeur in Castilië. In 1505 kreeg hij de titel pair van Frankrijk toebedeeld, dit betekende dat hij tot de hoogste edelen van Frankrijk behoorde. Op 21 november 1506 overleed Engelbert en werd begraven in de Cordelierskerk in Nevers.

## Huwelijk en kinderen
Engelbrecht huwde op 23 februari 1489 met Charlotte van Bourbon (1474-1520), dochter van Jan VIII van Vendôme, en was de vader van:
- Karel II (†Louvre, 27 augustus 1521), graaf van Nevers en Eu.
- Lodewijk van Nevers (-1545), graaf van Auxerre
- Francois (-1545), prior van Saint-Eloi in Parijs

Zijn vrouw Charlotte vertrok na zijn dood naar de Abdij van Fontevraud, waar ze in 1520 overleed. 